# Șoimărești
Șoimărești – wieś w Rumunii, w okręgu Neamț, w gminie Drăgănești. W 2011 roku liczyła 358 mieszkańców.